# Maria Rosa Amorós i Capdevila
Maria Rosa Amorós i Capdevila (Isona, 10 d'abril de 1963) és una mestra i política catalana. Des del 15 de juny de 2019 fins al 19 de juliol de 2023 ha estat alcaldessa del municipi d'Isona i Conca Dellà, moment en què ha passat a ocupar el de regidora municipal. Fou delegada territorial del Govern a l'Alt Pirineu i Aran des del juliol de 2018 fins al 15 de juny de 2021. Ocupà el càrrec anteriorment des del gener del 2016 i fins a l'octubre del 2017, quan fou destituïda per l'aplicació de l'article 155 de la Constitució.
Ha treballat com a mestra en diverses escoles de Cornellà de Llobregat i, els darrers anys, del Pallars. Va fer classes de reciclatge de català per a mestres (1985-2003) a l'Institut de Ciències de l'Educació de la Universitat Politècnica de Catalunya. Va ser formadora en metodologia, programació i avaluació educativa (1994-2000) del mateix Institut. Coordinadora i responsable del Programa ocupacional per a persones aturades universitàries de la Universitat Politècnica de Catalunya, dins la Unitat de Formació de Formadors (1998-2001). Durant el període 2009-2011 va ser coordinadora de l'Institut Català de les Dones a l'Alt Pirineu i Aran. És afiliada del sindicat USTEC.
Militant d'Esquerra Republicana, partit del qual, del 2011 al 2015, va ser secretària de les Dones. Ha estat regidora de l'Ajuntament d'Isona i Conca Dellà del 2011 al 2015 i de nou a partir de 2023; i diputada al Parlament de Catalunya durant la legislatura 2012-2015. El 2015 es va presentar a les eleccions al Parlament de Catalunya com a membre d'ERC amb la coalició independentista Junts pel Sí. Nomenada el 26 de gener de 2016 com a delegada del govern de la Generalitat a l'Alt Pirineu i Aran, càrrec del qual va ser destituïda el 31 d'octubre de 2017 per l'aplicació de l'article 155 de la Constitució per part del govern espanyol. Es va presentar a les eleccions al Parlament de Catalunya el 21 de desembre de 2017 tancant la llista d'ERC per la circumscripció de Lleida.
El 17 de juliol de 2018 fou nomenada de nou com a delegada territorial del Govern a l'Alt Pirineu i Aran, coincidint amb el govern de Quim Torra
L'agost de 2018 recuperà l'acta de regidora a l'Ajuntament d'Isona i Conca Dellà arran de la renúncia d'un altre regidor del consistori. Es presentà com a cap de llista per Esquerra Republicana a les eleccions municipals del maig de 2019 al mateix municipi, on aconseguí la victòria per majoria absoluta i el 15 de juny es convertí en la primera alcaldessa del municipi.
El 15 de juny de 2021 deixà el càrrec de delegada territorial del Govern a l'Alt Pirineu i Aran a Ricard Pérez.